# Moretum
Moretum is een kruidensmeerkaas die de oude Romeinen met brood aten. Een typisch moretum werd gemaakt van kruiden, verse kaas, zout, olie en wat azijn. Eventueel kunnen verschillende soorten noten worden toegevoegd. De inhoud werd vermalen in een vijzel, vandaar de naam. (Een vijzel heet in het Latijn: 'Mortarium'.)
Er is een gedicht van Vergilius (70 - 19 v. Chr.), dat als titel de naam van dit gerecht draagt. Zijn beschrijving geeft zowel meer kleur aan de eenvoud en lage status van het Moretum en als een tamelijk nauwkeurige weergave van de bereiding ervan.

## Recepten
Een recept is te vinden in het gelijknamige gedicht in de Appendix Vergiliana. De re rustica, boek XII van Columella bevat nog meer recepten voor moretum. De variant met pijnboompitten wordt gezien als een voorloper van pesto.